# ウィレム・ボルガー
ウィレム・ボルガー（Willem Michielsz. Volger、1602年 アケルスルート（Akersloot）生 - 1679年1月9日フーグリー（Hooghly）没)は、オランダ東インド会社の社員で第32代および34代のオランダ商館長。

## 経歴

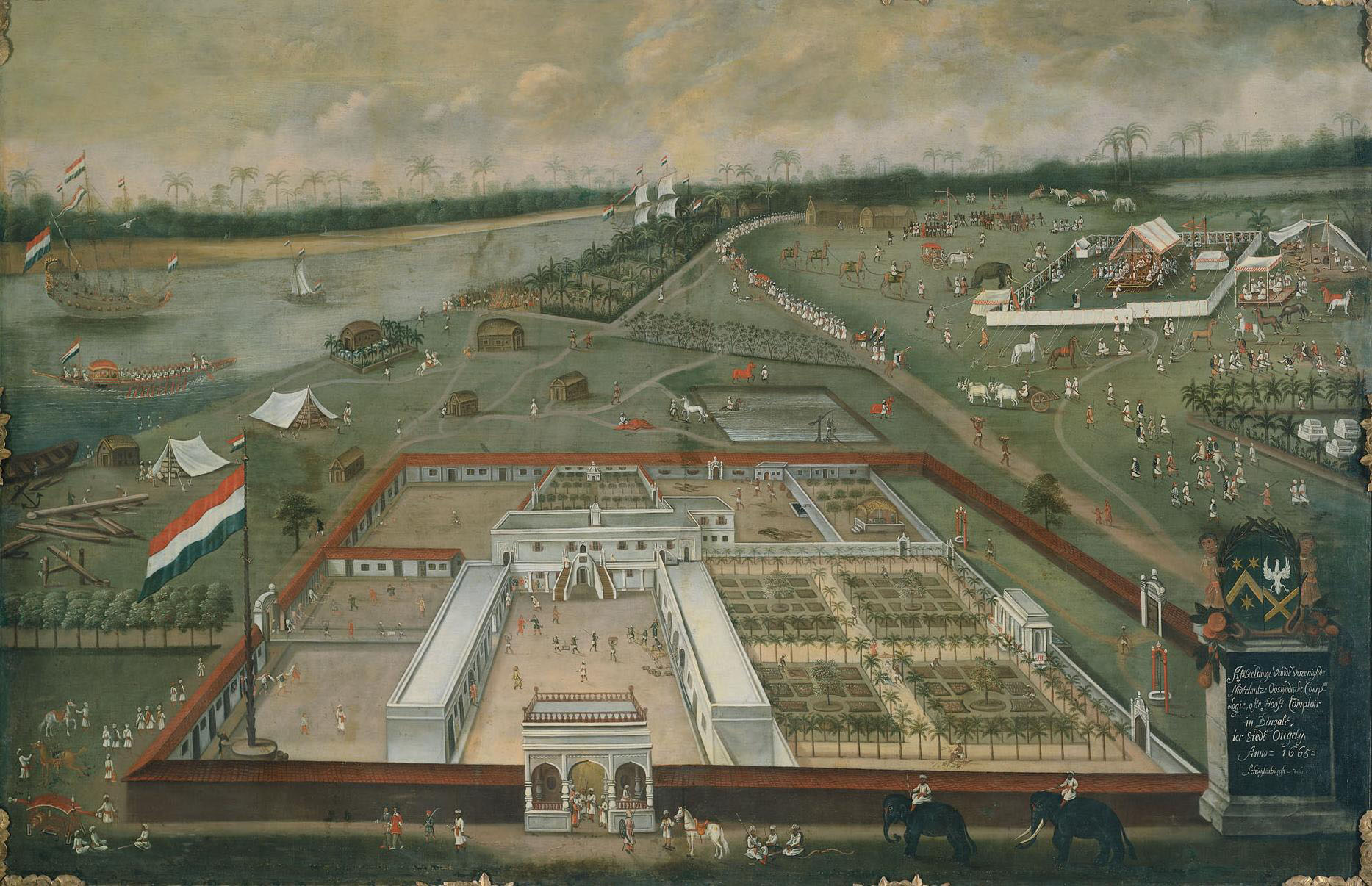
東インド会社のフーグリー商館 Hendrik van Schuylenburgh画、1665年

ボルガーは、1636年5月に東インド会社のスートフェン号（Sutphen）の船員となり、急速に昇進していった。1638年にはコロマンデルで商館助手、1644年には商館員となった。やがてカシンバザール（Cazimbesar）の責任者となり、絹の産地であるフーグリの小さな商館を任された。ベンガルの商館の重要性は増していた。1653年にはバタヴィアに転勤となった。その後一旦オランダ本国に戻った。1662年にはモザンビークに向かい、ポルトガルに対抗した。1663年にジャワに戻った後、すぐに出島の商館長に任命された。当時の規定に従い、1年後には日本を離れたが、1665年には再び出島の商館長となった。この際は長期滞在を期待して妻を伴ったがそれはかなわず、1年後に次席であったダニエル・シックスを商館長に任命して長崎を離れた。
1666年9月、五島列島に8人のヨーロッパ人が上陸したが、これは13年間幽閉されていた朝鮮から脱出してきたヘンドリック・ハメルらの一行であった。ボルガーとシックスは朝鮮に幽閉されていた他のオランダ人7人も解放させた。1667年にはスマトラのジャンビの責任者となり、続いてインドの臨時評議員を務めた。1670年にはスーラトの長官に任命されたが、病気のため着任は遅れた、1672年、妻を伴ってスーラトに赴任しそこに4年間滞在した。その後西ベンガルの評議員に任命されたが、まもなく死亡した。